# Amol
Amol (Aussprache [ɒmol], persisch آمل Āmol) ist eine Stadt im Norden Irans in der Provinz Mazandaran. Die Stadt liegt 20 km südlich des Kaspischen Meeres und 10 km nördlich des Elburs-Gebirges.

## Geschichte

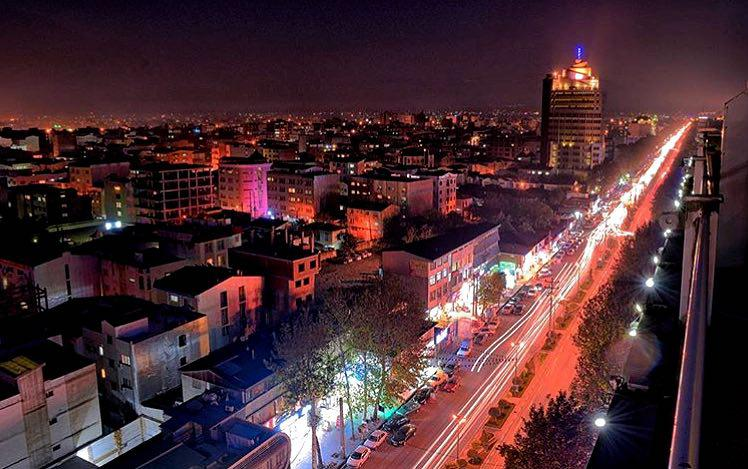
Amol bei Nacht

Archäologischen Funden zufolge wurde die Stadt und ihre Umgebung bereits vor 29.000 Jahren bewohnt. Einige Historiker bringen die Stadt u. a. mit den Pischdadiern (Pīschdādiyān) und den Kayaniden in Verbindung. Münzfunde lassen darauf schließen, dass Āmol u. a. während der Sassanidenzeit Hauptstadt der Region und des Landes war. Die Stadt wurde unter dem Abbasiden-Kalifat islamisiert. Nach der Zerstörung durch die Mongolen wurde Sari zur Hauptstadt Mazandarans. Danach wechselte die Hauptstadt einige Male zwischen den beiden Städten. Die heutige Stadt Āmol liegt nördlich der alten Stadtanlage.

## Handel
Die Stadt bildet ein Handelszentrum für Orangen, Reis, Eisen und Kohle.

## Sehenswürdigkeiten

### Natursehenswürdigkeiten
- Damawand, mit 5610 m der höchste Berg des Nahen und Mittleren Osten
- Lar Park und Damm, Laridschan
- Haraz-Fluss mit sehenswertem Flusslauf
- Haraz-Waldpark auf der Strecke zwischen Teheran und Āmol
- Ab-Esk-Thermalquellen zur Behandlung von Hauterkrankungen
- Laridschan-Thermalquellen zur Behandlung von Hauterkrankungen
- Amolu-Quelle – das Wasser eignet sich zur Behandlung von Darmerkrankungen
- Alomol-Wasserfall, reicht mehr als 100 m hoch mit schöner Gischt
- Yachi-Wasserfall, vollkommen vereister Wasserfall in einer Höhe von 5100m
- Schahandascht-Wasserfall
- Deryuk-Wasserfall
- Tala-Park (Goldener Park)
- Alimastan Wald, Ziaro und Blairan
- Qasim-Schrein aus dem 8. Jahrhundert
- Schekl-Schah-Inschrift
- Malek Bahman (Bahman-Schloss), aus dem 1. Jahrhundert
- Sasanidischer Bazar aus dem 2. Jahrhundert

### Historische Sehenswürdigkeiten
- Freitagsmoschee (masdschid dschāmiʿ) mit Grundstrukturen aus dem 8. Jahrhundert
- Maschhad Mirbozorg-Mausoleum aus dem 8. Jahrhundert
- Mir Heydar Amoli-Schrein, 8. Jahrhundert
- Imamzadeh Ebrahim, Grabstätte, 9. Jahrhundert
- Imamzadeh Abdollah-Grabstätte
- Sasanidischer Feuertempel
- Imam Hassan Askari-Moschee
- Aschraf-Bad, 8. Jahrhundert, ältestes Bad in Āmol
- Schah Abbas-Bad
- Naser-al-Haqq-Begräbnisturm
- Gole-Zard und Kafar-Keli-Höhlen, Laridschan
- Davasdah-Pelleh-Brücke (Zwölfstufenbrücke), 120 m lange architektonisch hervorstehende Brücke aus dem 18. Jahrhundert[4]
- Moalagh Brücke
- Historisches Museum
- Agha Abbas-Moschee
- Mirza Kochakkhan-Moschee

## Söhne und Töchter der Stadt

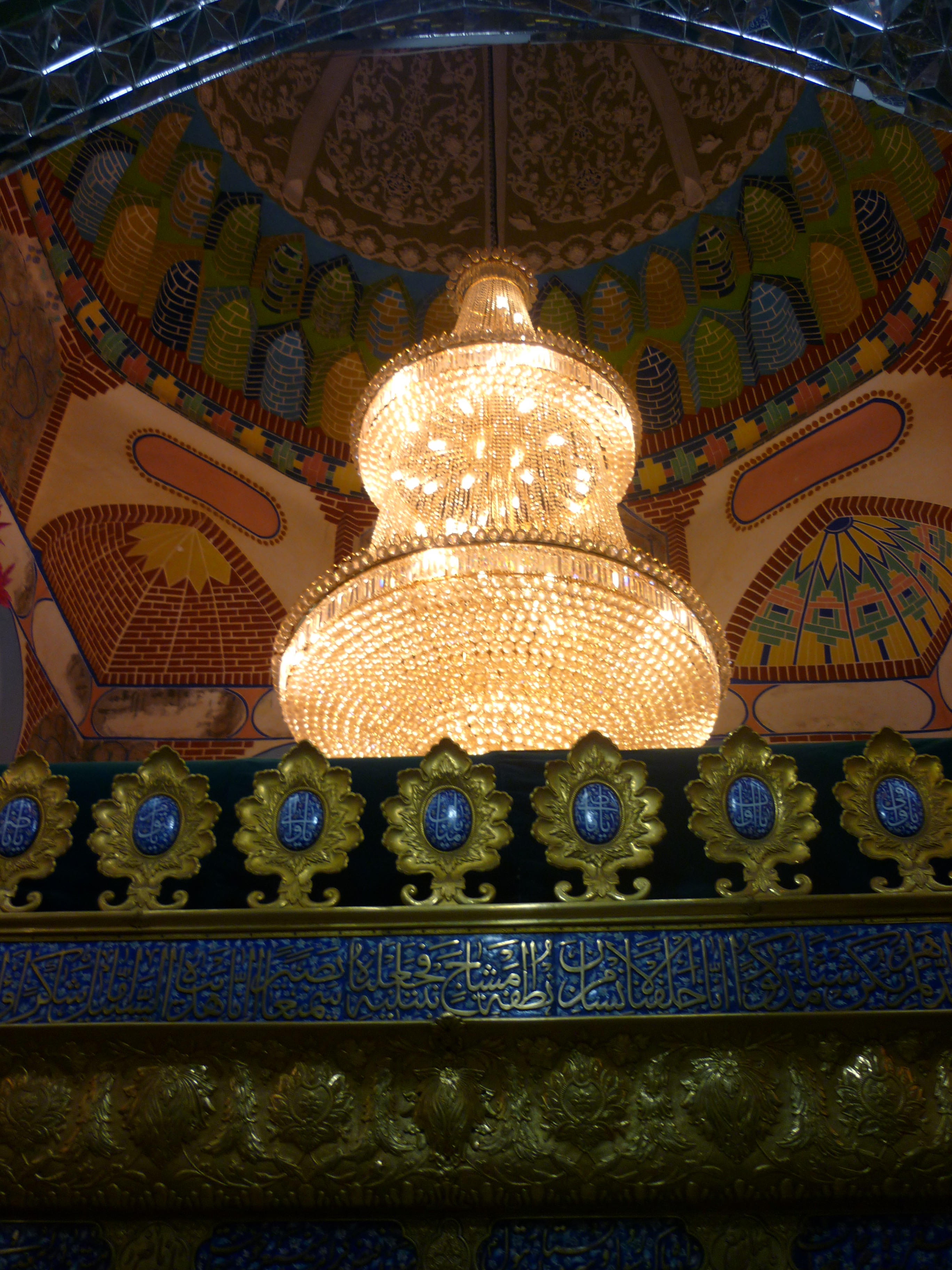
Imamzade Ebrahim

- Fereydūn ist eine Gestalt der persischen Mythologie. Er ist der sechste mythische Urkönig und wird im sechsten Buch des Schāhnāme, dem persischen Königsbuch des persischen Dichters Firdausi (940/41–1020) beschrieben.
- Ali ibn Sahl Rabban al-Tabari, Abu al-Hasan Ali ibn Sahl Rabban al-Tabari Amoli (ca. 838 – ca. 870) war ein persischer Arzt und Gelehrter (Hakim), der die erste medizinische Enzyklopädie schrieb. Sein berühmter Schüler Abu Bakr Mohammad Ibn Zakariya al-Razi hat seinen Ruhm getrübt. Ali stammte aus einer bedeutenden jüdischen Familie. Sein Vater Saul ben Bischr war ein Astronom und Astrologe aus Merw in Tabaristan (daher al-Tabari – der Tabaristaner). Zum Islam konvertierte Ali im Dienst des Abbassidischen Kalifen Al-Mutasim (833 – 842), der ihn an seinen Hof berief. Auch dessen Nachfolger Al-Mutawakkil (847–861) behielt ihn in seinen Diensten. Ali ibn Sahl beherrschte das Syrische und Griechische, die beiden Quellen für die medizinische Tradition des Altertums, die für das mittelalterliche Europa verloren waren, und schrieb Verse in schöner Kalligraphie.
- Tabari, Historiker und Gelehrter. Abû Dscha'far Muhammad Ibn Dscharīr Ibn Yazīd at-Tabarī, arabisch أبو جعفر محمد بن جرير بن يزيد الطبري, DMG Abū Ǧaʿfar Muḥammad b.Ǧarīr b.Yazīd aṭ-Ṭabarī, genannt at-Tabarī (* 839 in Amol, Tabaristan; † 19. Januar 923 in Bagdad), war ein bedeutender islamischer Historiker und Gelehrter persischer Abstammung. Über sein Leben sind nur wenige Daten erhalten.
- Abu Sahl al-Quhi, Abu Sahl Waidschan ibn Rustam al-Quhi, auch al-Kuhi (arabisch أبو سهل ويجن بن رستم القوهي, DMG Abū Sahl Waiǧan b. Rustam al-Qūhī; persisch ابوسهل بیژن کوهی, DMG Abū-Sahl Bīžan Kūhī; * um 940 aus Quh in Tabaristan, Iran; † um 1000) war ein persischer Astronom und Mathematiker.
- Sahl ibn Bischr (al-Israili) war ein jüdischer Astrologe, Astronom und Mathematiker aus Tabaristan. Er war der Vater des berühmten Wissenschaftlers und Arztes Ali ibn Sahl Rabban al-Tabari (Ali bin Radha al-Tabari), der zum Islam konvertierte.
- Fachr ad-Dīn ar-Rāzī, Abu Abdullah Muhammad ibn Umar ibn al-Husayn at-Taymi al-Bakri at-Tabaristani Fachr ad-Din ar-Razi[1] (persisc أبو عبد الله محمد بن عمر بن الحسین فخر الدین الرازی طبرستانی,DMG Abū ʿAbd Allāh Muḥammad b. ʿUmar b. al-Ḥusain Faḫr ad-Dīn ar-Rāzī; * 1149 in Ray, Iran; † 1209 in Herat, heute Afghanistan) war ein bedeutender persischer sunnitischer Theologe und Philosoph, der auch über Medizin, Physik, Astrologie, Literatur, Geschichte und Gesetz schrieb.
- Muhammad ibn Mahmud al-Amuli, Muhammad ibn Mahmud al-Amuli (1300–1352) war ein persischer Arzt aus Māzandarān. Er verfasste einen Kommentar zu Avicennas Schriften und erstellte zwischen 1335 und 1342 eine umfassende Enzyklopädie mit dem Titel Nafa'is al-funun fi ‘ara'is al-‘uyun (Schätze der Wissenschaft).
- Sayyed Zahiruddin Mar'ashi (* 1413 in Amol; † 1488) war ein iranischer Gelehrter und Historiker. Er stammt in direkter Linie aus der Herrscherfamilie der Mar'ashi. Sein Großvater, Sayyed Kamaluddin Mar'ashi, herrschte über die Stadt Sari und hatte sich am militärischen Widerstand gegen den Angriff Tamerlans auf Persien beteiligt. Der Vater Mir Sayyed Zahiruddin Mar'ashis, Sayyed Nasiruddin Mar'ashi, lebte als Vertrauter des eigenen älteren Bruders Ali an dessen Hof in Sari. Das Grabmal seines Urahnen Mir Ghawamuddin Mar'ashi in der Stadt Amol trägt den Namen "Mir Bozorg" ("Großer Fürst").
- Tāleb-e Āmoli, persischer Dichter des 16. und frühen 17. Jahrhunderts am Hofe Jahangirs, verfasste das Jahangir-nāmeh
- Abbas Mirza, Abbas Mirza (* 1783 Amol; † 25. Oktober 1833 in Maschhad) war ein persischer Prinz und der zweite Sohn des Schahs von Persien, Fath Ali. Dieser hatte ihn zum Thronfolger ernannt und damit die rechtmäßige Thronfolge seines älteren Bruders, Mohammed Ali Mirza, übergangen. Mohammed Alis Mutter stammte aus Georgien und war nicht vom Stamme der Kadscharen. Aus diesem Grund war er von der Thronfolge ausgeschlossen.
- Ali Laridschani, Ali Ardeschir Laridschani, auch Ali Laridjani bzw. Ali Larijani (* 1958 in Nadschaf im Amol) ist ein iranischer Politiker. Laridschani gilt als Gefolgsmann Chāmene'īs, ist Sekretär des auch für Atomfragen zuständigen Nationalen Sicherheitsrats und seit dem 26. Mai 2008, durch die Machtverschiebung bei den iranischen Parlamentswahlen 2008, Sprecher des Parlaments bzw. Parlamentspräsident und galt als potentieller Kandidat für die Präsidentschaft Irans.
- Sadegh Laridschani, Sadegh Laridschani (* 1960 in Nadschaf im Irak) ist ein schiitischer Geistlicher mit dem Titel Hodschatoleslam, seit 2001 Mitglied des Wächterrats und ist seit dem 15. August 2009 neuer Chef der iranischen Justiz. Er ist Nachfolger von Mahmud Haschemi Schahrudi, dessen Amtszeit von Revolutionsführer Ayatollah Ali Chamene'i nicht mehr verlängert wurde.
- Ghasem Rezaei (* 18. August 1985 in Amol) ist ein iranischer Ringer.
- Mohammad Hadi Saravi (* 6. Januar 1998 in Amol) ist ein iranischer Ringer.
- Seyyed Heydar Amoli ist ein Philosoph.

## Bilder

Sommer 2005, ein fast schneefreier Damavand.
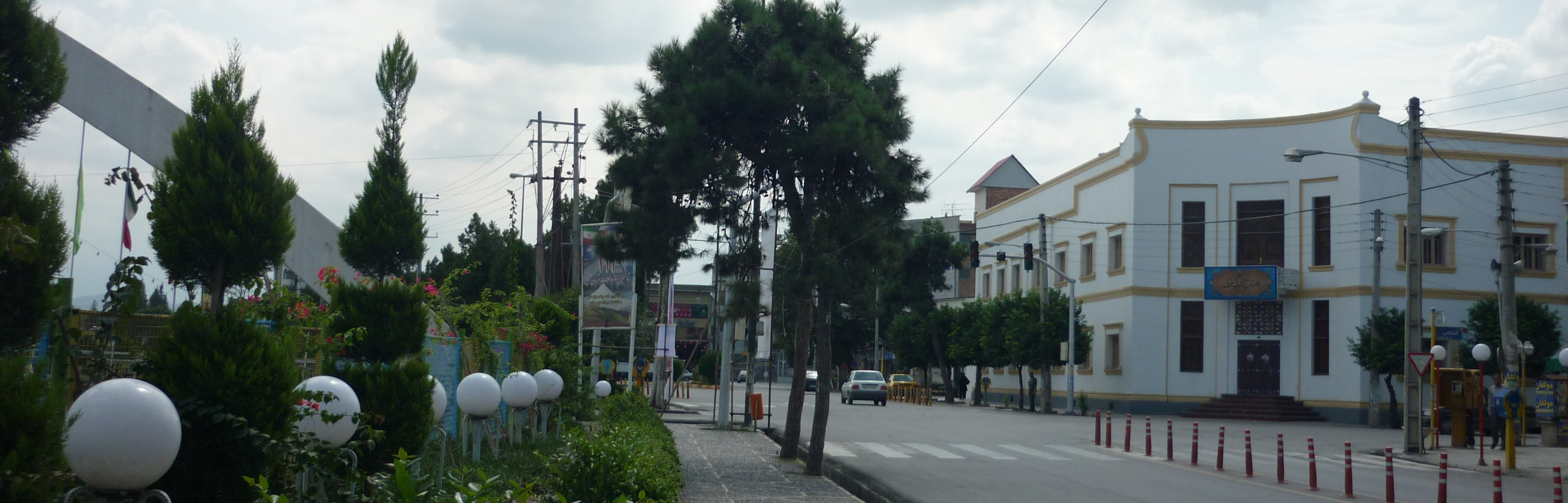
Schahrdari-Hotel
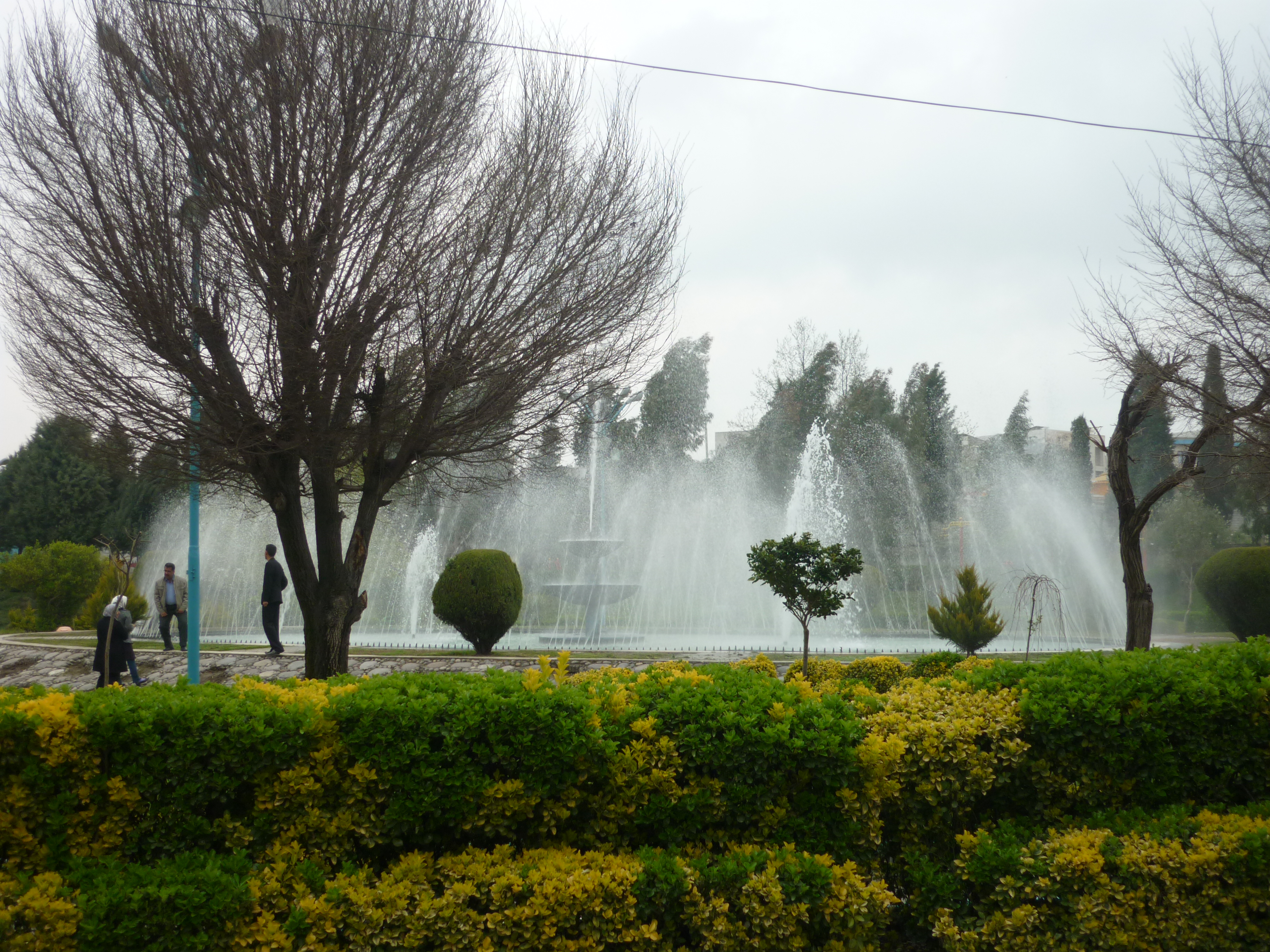
Tala-Park (Goldener Park)
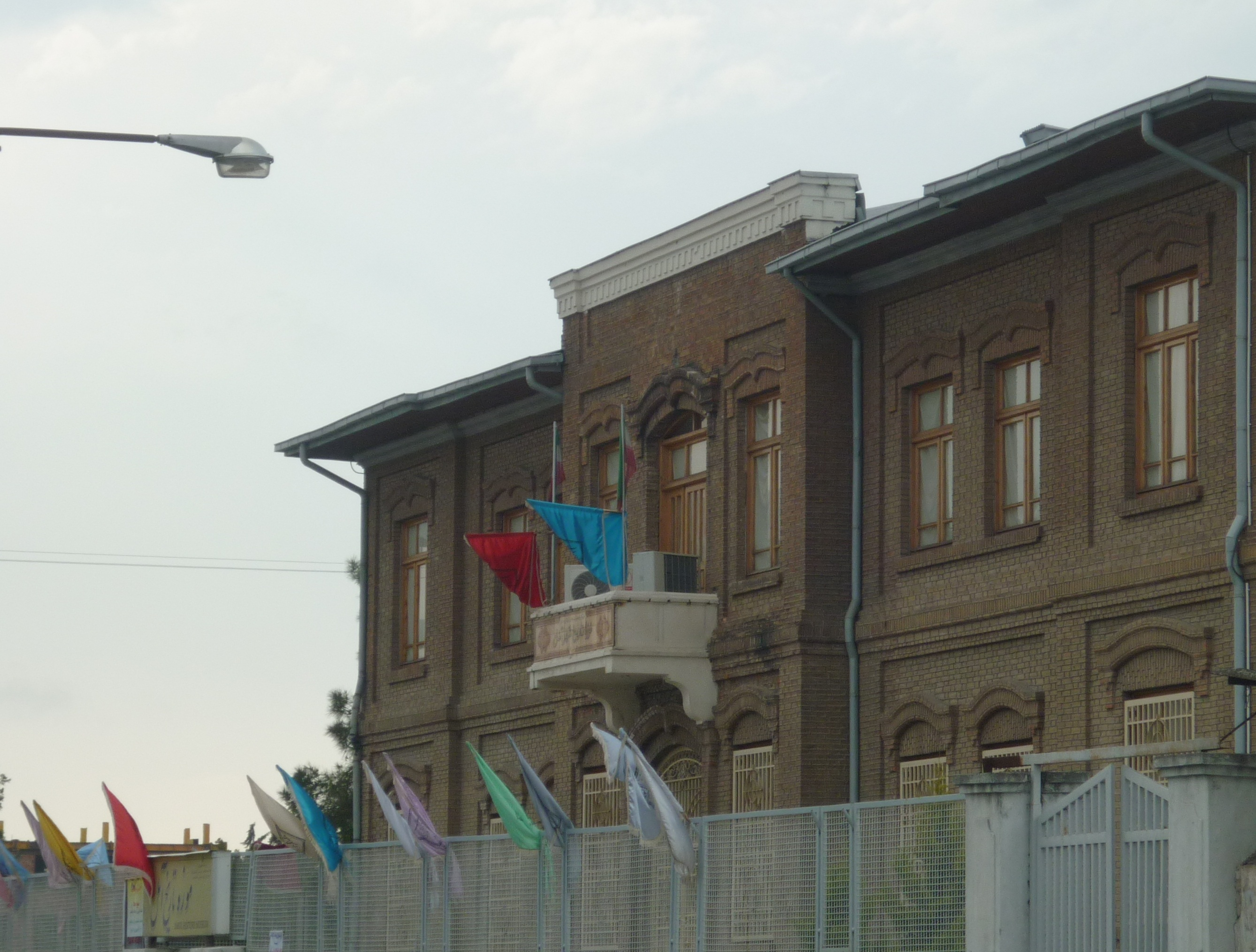
Historisches Museum
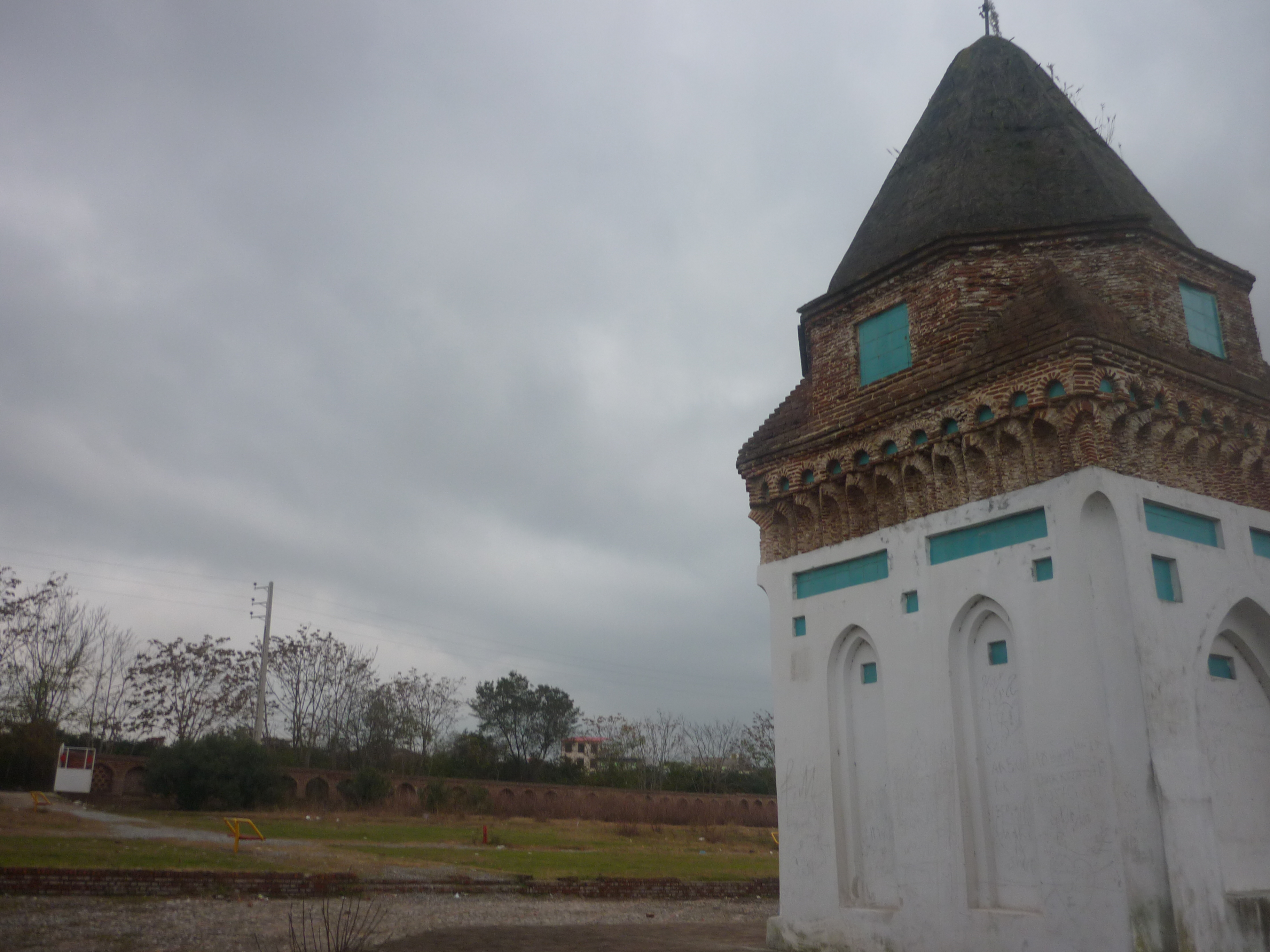
Naser-al-Haqq-Begräbnisturm
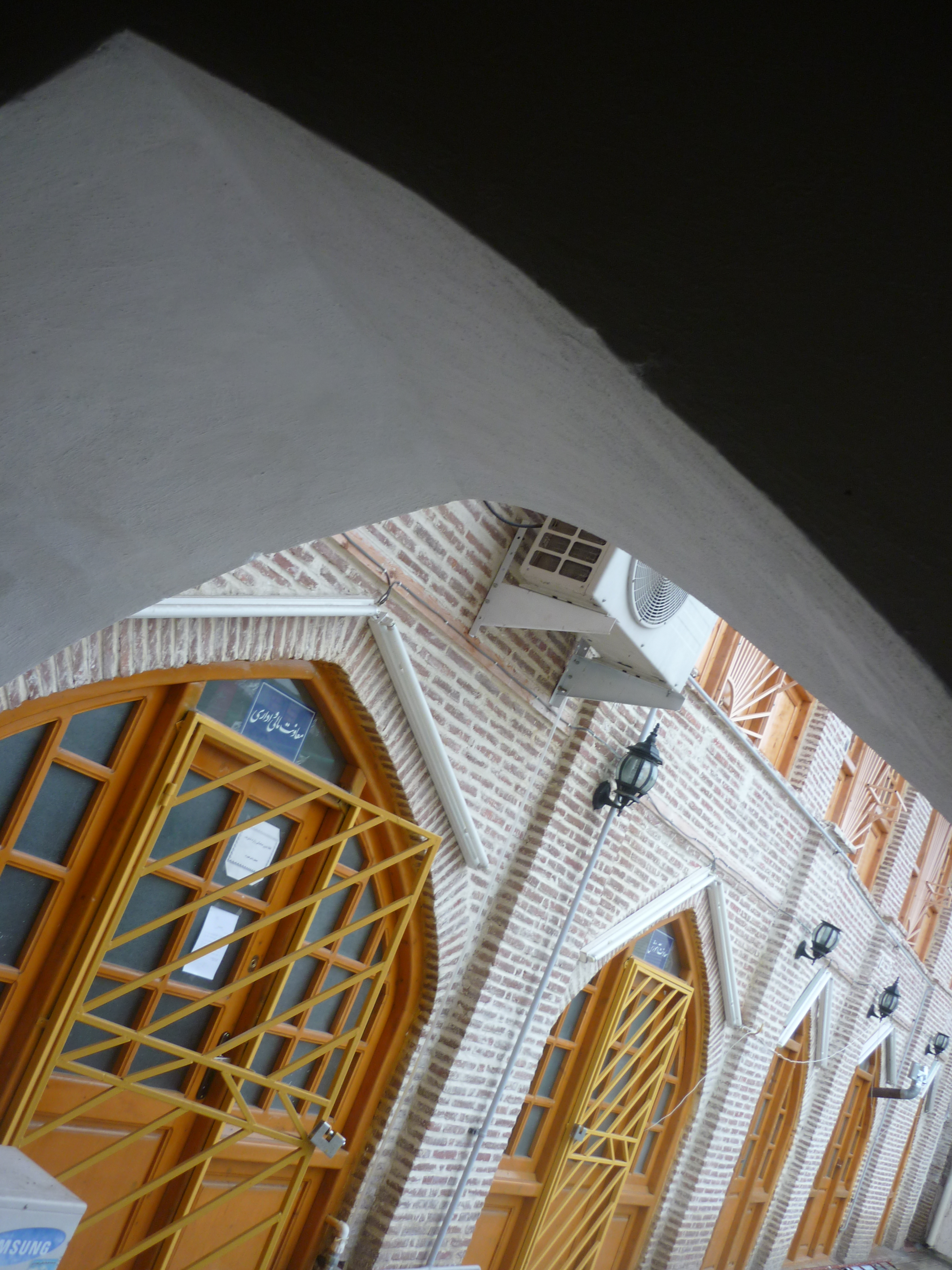
Jameh-Moschee